# Lavacolla

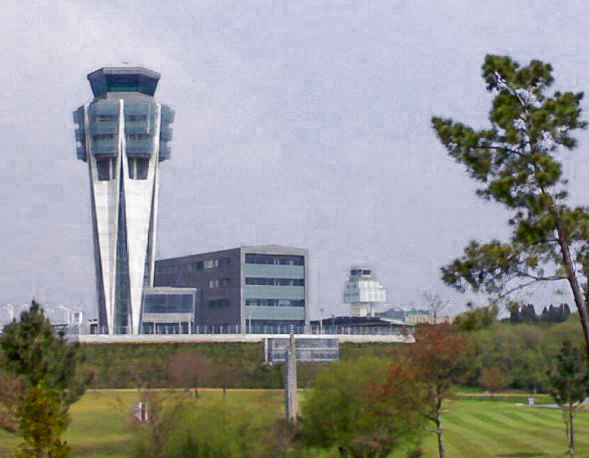
Flughafengebäude von Lavacolla

Lavacolla ist ein kleiner Ort am Jakobsweg in der Provinz A Coruña der Autonomen Gemeinschaft Galicien. Administrativ ist er von Santiago de Compostela abhängig.
Die historische Bedeutung des Ortes ist eng mit dem Jakobsweg verbunden: hier mussten sich die Pilger reinigen, bevor sie nach Santiago einzogen, Aimeric Picaud erwähnt den Ort im Jakobsbuch als Lavamentula. Heute liegt in unmittelbarer Nachbarschaft der Flughafen Santiago de Compostela.